# Trương Gia Giới
Trương Gia Giới (tiếng Trung: 张家界市 bính âm: Zhāngjiājiè Shì, Hán-Việt: Trương Gia Giới thị) là một địa cấp thị ở phía tây bắc tỉnh Hồ Nam, Trung Quốc.

## Lịch sử
Địa giới ngày nay của địa cấp thị Trương Gia Giới vào thời nhà Tần thuộc quận Kiềm Trung. Thời kỳ từ Hán tới Tam Quốc thì các lãnh thổ của 2 quận Vĩnh Định, Vũ Lăng Nguyên và huyện Tang Thực thuộc quận Vũ Lăng. Thời kỳ nhà Đường thuộc đạo Sơn Nam. Thời Ngũ đại Thập quốc thuộc nước Sở. Thời nhà Tống thuộc quận Lễ Dương. Thời nhà Nguyên thuộc tổng quản phủ Lễ Châu lộ.
Năm Hồng Vũ thứ 2 (1369), giáng châu Từ Lợi xuống thành huyện Đại Dung thuộc Lễ Châu. Năm Ung Chính thứ 8 (1730), cho thi hành chế độ thổ ti đối với các dân tộc thiểu số, thăng Lễ Châu lên thành châu do chính quyền trung ương trực tiếp cai quản (trực hạt châu). Châu này bao gồm các huyện An Hương, Thạch Môn, Từ Lợi. Bỏ hai vệ Vĩnh Định, Cửu Khê, lập huyện An Phúc (bao gồm các khu vực ngày nay thuộc 2 quận Vĩnh Định, Vũ Lăng Nguyên cùng 2 huyện Từ Lợi, Tang Thực).
Năm 1916, thời kỳ Trung Hoa Dân Quốc, bỏ đạo Vũ Lăng và đưa các huyện Đại Dung, Từ Lợi, Tang Thực vào đạo Thần Nguyên. Khi đó toàn tỉnh Hồ Nam có 10 đốc sát khu, với Đại Dung và Tang Thực thuộc đốc sát khu số 4 có trung tâm hành chính đặt tại Thường Đức. Từ năm 1949 cho tới năm 1988 thì huyện Từ Lợi thuộc chuyên khu Thường Đức (sau đổi thành địa khu). Hai huyện Đại Dung và Tang Thực từ năm 1949 tới 1952 thuộc chuyên khu Vĩnh Thuận, sau đó thuộc khu tự trị người Miêu Tương Tây (nay là Châu tự trị người Thổ Gia, người Miêu Tương Tây).
Tháng 5 năm 1985, bỏ huyện Đại Dung lập huyện cấp thị Đại Dung. Ba năm sau huyện cấp thị Đại Dung được nâng cấp thành địa cấp thị. Ngày 4 tháng 4 năm 1994, đổi tên địa cấp thị Đại Dung thành địa cấp thị Trương Gia Giới: Lấy từ châu Tương Tây hai huyện Đại Dung và Tang Thực còn từ địa cấp thị Thường Đức thì chuyển huyện Từ Lợi cho địa cấp thị mới này.

## Địa lý, khí hậu
Trương Gia Giới nằm trong khu vực có khí hậu cận nhiệt đới vùng núi ẩm ướt. Nhiệt độ trung bình khoảng 16 °C, lượng mưa hàng năm trung bình khoảng 1.400 mm. Địa hình chủ yếu là miền núi (khoảng 76% diện tích) với phía tây bắc cao và thoải dần xuống phía đông nam. Điểm cao nhất đạt 1.890,4 m, điểm thấp nhất đạt 75 m, khu vực đô thị thủ phủ cao khoảng 183 m so với mực nước biển. Độ cao trung bình toàn địa cấp thị là 1.000 m.
Phía đông giáp huyện Thạch Môn, Đào Nguyên của địa cấp thị Thường Đức. Phía nam giáp huyện Nguyên Lăng của địa cấp thị Hoài Hóa. Phía bắc là huyện Hạc Phong và huyện Tuyên Ân (thuộc châu tự trị Ân Thi, tỉnh Hồ Bắc). Phía tây là châu tự trị Tương Tây. Theo hướng đông-tây dài nhất khoảng 167 km, theo hướng bắc-nam rộng nhất khoảng 96 km.

## Phân chia hành chính
Các đơn vị hành chính có:
- Quận
  - Vĩnh Định (永定)
  - Vũ Lăng Nguyên (武陵源)
- Huyện:
  - Từ Lợi (慈利)
  - Tang Thực (桑植)

## Dân cư
Địa cấp thị Trương Gia Giới là một địa cấp thị có dân cư chủ yếu là người thiểu số. Năm 2002, dân số của địa cấp thị này khoảng 1.568.200 người, trong đó người Thổ Gia khoảng 1.023.700 người (65,3%), người Bạch khoảng 107.900 người (6,9%), người Miêu khoảng 28.100 người (1,8%) còn người Hán chỉ khoảng 406.100 người hay 25,9%. Tỷ lệ nam: nữ khoảng 112: 100.

## Du lịch và thắng cảnh

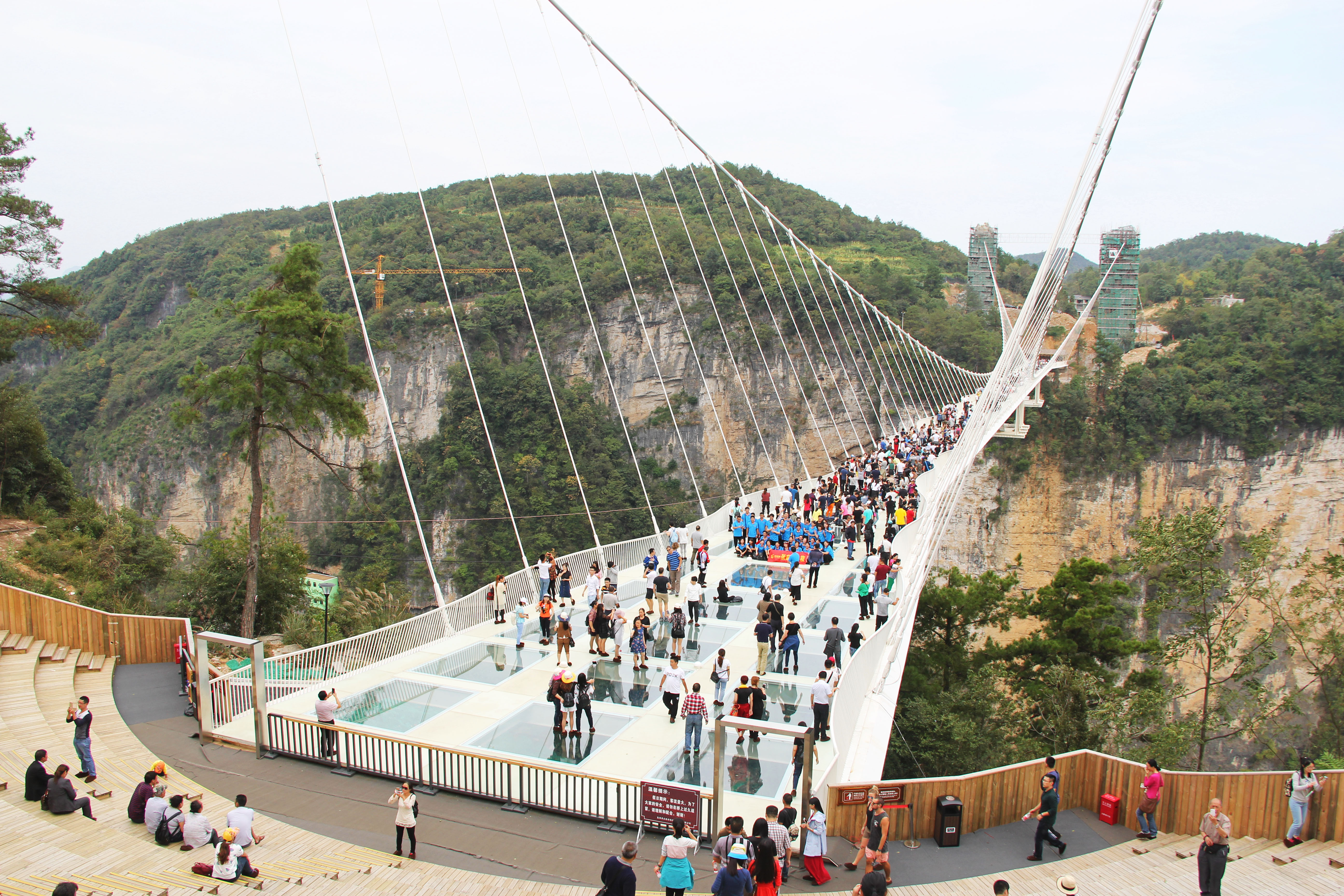
Cầu thủy tinh bắc qua hẻm núi

Khu thắng cảnh Vũ Lăng Nguyên là một khu du lịch nổi tiếng, được công nhận là  Di sản thế giới UNESCO từ năm 1992. Vào ngày 20 tháng 8 năm 2016, một cây cầu thủy tinh được xây dựng trên một hẻm núi trong Công viên Rừng Quốc gia Trương Gia Giới.